# En midsommarnatts sexkomedi
En midsommarnatts sexkomedi (A Midsummer Night's Sex Comedy) är en film av och med Woody Allen från 1982.
Den handlar om det sexuella spelet mellan tre par som i lantlig miljö tillbringar en helg tillsammans kring sekelskiftet. Påminner om Ingmar Bergmans Sommarnattens leende. Detta var Mia Farrows första film med Woody Allen.